# Tina Arena
Tina Arena (født 1. november 1967 i Melbourne som Filippina Lydia Arena) er en australsk
musicalsangerinde af siciliansk oprindelse, der både synger på engelsk og fransk. I 2009 havde hun på verdensplan solgt 8 millioner plader.

## Biografi
Tina Arenas forældre, Giuseppe Arena og Franca Catalfamo var sicialianske emigranter, som boede i Melbourne forstaden East Keilor. Hendes familie gav hende kælenavnet Pina, som inspirerede hende til kunstnernavnet Tina.
Hun startede sin karriere som syvårig, da hun sang i udsendelsen Young Talent Time. I 1983 blev hun selv
castet til udsendelsen.
Parallelt med dette gik hun på gymnasiet mellem 1980 og 1985.

### Privatliv
I december 1995 giftede hun sig med sin manager Ralph Carr, hvem hun blev skilt fra i 1999. Siden 2000, har hun dannet par med den franske
komponist og musikarrangør Vincent Mancini, med hvem hun i 2005 fik sønnen Gabriel Joseph. Familien bor skiftevis i Frankrig, Australien
og Storbritannien, men har siden 2008 hovedsageligt boet i Paris.

## Musikalsk karriere

### Den første succes
I 1985 udgav hun sin første single Turn Up the Beat, der ikke blev nogen succes.
Først med albummet Strong as steel, fra 1990, at Tina Arena fik succes. Singlen I Need Your Body, opnåede en platinplade
i Australien. De efterfølgende singler , The Machine's Breaking Down, Strong as Steel og Woman's Work/I Believe endte alle i top 40. Hele albummet opnåede en guldplade.

### International karriere
I 1998 sang hun sammen med Marc Anthony, I Want to Spend my Lifetime Loving You, som var titelsang til filmen Zorro - den maskerede hævner skrevet af James Horner og Will Jennings.
Hendes single fra 1999 Aller plus haut opnåede en platinplade i Frankrig med mere end 500.000 solgte eksemplarer. I alt solgte den 
617.000.
I 2000 spillede hun, i London, rollen som Esméralda i musicalkomedien Notre-Dame de Paris. Samme
år blev hun nomineret til prisen Victoires de la musique i kategorien Kommende gruppe eller kunstner og vandt prisen som
Årets internationale overraskelse ved NRJ Music Awards.
Hun sang i 2003 sammen med Jay på singlen Je te retrouve un peu.
I 2011 deltog hun i udsendelsen Sing-Off 100 % Vocal som en del af juryen sammen med Soprano og Michel Jonasz.

## Diskografi

### Albums
| År   | Titel                                                    | Salg | Salg  | Salg | Salg | Salg | Salg | Salg | Salg | Salg | Certifikation |
| År   | Titel                                                    | AUS  | BE/Fr | FR   | GER  | N-Z  | R-U  | SUI  | SWE  | US   | Certifikation |
| ---- | -------------------------------------------------------- | ---- | ----- | ---- | ---- | ---- | ---- | ---- | ---- | ---- | --- |
| 1990 | Strong as Steel - Udsendt: oktober 1990                  | 17   | —     | —    | —    | —    | —    | —    | —    | —    | Australien : Guldcertifikat                                                                                       |
| 1994 | Don't Ask - Udsendt : 21. november 1994                  | 1    | —     | —    | 65   | 12   | 11   | 32   | 49   | 101  | Australien : 10× Platincertifikat · New Zealand : Platincertifikat · Storbritannien : Sølvcertifikat              |
| 1997 | In Deep - Udsendt : 18. august 1997                      | 1    | 6     | 3    | —    | 16   | 102  | 31   | —    | —    | Australien : Platincertifikat · Frankrig : Platincertifikat · Schweiz : Guldcertifikat · Belgien : Guldcertifikat |
| 2000 | Souvenirs - Udsendt : november 2000                      | 37   | —     | —    | —    | —    | —    | —    | —    | —    | Australien : Guldcertifikat                                                                                       |
| 2001 | Just Me - Udsendt : 12. november 2001                    | 7    | —     | 47   | —    | —    | —    | 67   | —    | —    | Australien : Guldcertifikat · Frankrig : Guldcertifikat                                                           |
| 2003 | Vous êtes toujours là - Udsendt : april 2003             | —    | —     | 31   | —    | —    | —    | —    | —    | —    | |
| 2004 | Greatest Hits 1994-2004 - Udsendt : 25. oktober 2004     | 10   | —     | —    | —    | —    | —    | —    | —    | —    | Australien : Platincertifikat                                                                                     |
| 2005 | Greatest Hits-Live - Udsendt: 9. oktober 2005            | 26   | —     | —    | —    | —    | —    | —    | —    | —    | Australien : Guldcertifikat                                                                                       |
| 2005 | Un autre univers - Udsendt : 5. december 2005            | —    | 24    | 9    | —    | —    | —    | 69   | —    | —    | Frankrig : Platincertifikat                                                                                       |
| 2007 | Songs of Love and Loss - Udsendt: 1. december 2007       | 3    | —     | —    | —    | —    | —    | —    | —    | —    | Australien : Platincertifikat                                                                                     |
| 2008 | 7 vies - Udsendt : 28. januar 2008                       | —    | 16    | 12   | —    | —    | —    | 56   | —    | —    | |
| 2008 | Songs of Love and Loss 2 - Udsendt: 15. november 2008    | 12   | —     | —    | —    | —    | —    | —    | —    | —    | Australien : Guldcertifikat                                                                                       |
| 2009 | Le Best & le Meilleur - Udsendt : 30. marts 2009         | —    | 11    | 2    | —    | —    | —    | —    | —    | —    | |
| 2009 | The Peel Me Sessions 2003 - Udsendt : 22. maj 2009       | —    | —     | —    | —    | —    | —    | —    | —    | —    | |
| 2010 | Live: The Onstage Collection - Udsendt : 15. januar 2010 | 22   | —     | —    | —    | —    | —    | —    | —    | —    | |
| 2012 | Symphony of Life - Udsendt : 23. november 2012           | 60   | —     | —    | —    | —    | —    | —    | —    | —    | Australien : Guldcertifikat                                                                                       |
| 2013 | Reset - Udsendt : 18. oktober 2013                       | 4    | —     | —    | —    | —    | —    | —    | —    | —    | Australien : Platincertifikat                                                                                     |